# Synaj Północny
Synaj Północny (arab. شمال سيناء , trl. Shimāl Sīnā’, trb. Szimal Sina) – prowincja gubernatorska (muhafaza) w azjatyckiej części  Egiptu. Obejmuje północną część Półwyspu Synaj. Zajmuje powierzchnię 28 992 km². Stolicą administracyjną jest miasto Al-Arisz.
Według spisu powszechnego w listopadzie 2006 roku populacja muhafazy liczyła 343 681 mieszkańców, natomiast według szacunków 1 stycznia 2015 roku zamieszkiwało ją 434 781 osób.